# Radiotelevisione svizzera di lingua italiana
La Radiotelevisione svizzera di lingua italiana (RSI) est une unité d'entreprise du groupe audiovisuel public suisse SRG SSR chargée de la production et de la diffusion de programmes de radio et de télévision en italien pour la Suisse italienne.

## Histoire de la RSI
La Radio svizzera di lingua italiana (RSI) est créée en 1936 lorsque commencent ses premières émissions de radio pour le canton du Tessin et le sud des Grisons. Les premières émissions de télévision débutent en 1961 avec le lancement de la Televisione svizzera di lingua italiana (TSI), huit ans après les débuts de la télévision expérimentale à Zurich et Genève. La chaîne passe à la couleur en 1968. 
Dans le courant des années 1970, alors que la télévision en Italie vivait encore sous le monopole de la RAI, la télévision suisse italienne représentait pour les Lombards et les Piémontais l'unique vraie alternative. Son signal pouvait être capté jusqu'à Milan. Des personnages importants de l'histoire de la télévision italienne comme Corrado, Mina, Enzo Tortora et le fondateur de la première télévision libre italienne, Telebiella, Peppo Sacchi ont travaillé à la TSI.
La RSI lance deux nouvelles chaînes de radio thématiques, l'une culturelle en 1985 (Rete Due), l'autre axée sur la jeunesse en 1988 (Rete Tre).
En 1997 est créé un second canal de télévision baptisé TSI 2. Le premier canal de la TSI devient TSI 1.
En décembre 2005, la RSI commence à transmettre ses programmes en numérique grâce au système DAB sur l'autoroute du Saint-Gothard. Le 24 juillet 2006 à 12 h 45, la SSR éteint les émetteurs analogiques de télévision du canton du Tessin qui devient la première région suisse à recevoir la télévision uniquement par la télévision numérique terrestre. Cette extinction du signal analogique prive de facto tous les Italiens du Nord de la TSI, à l'exclusion des quelques frontaliers qui peuvent dorénavant capter les deux chaînes de la TSI en numérique.

Logo RTSI de 1985 à 1999
Logo RTSI de 1999 à 2009[2],
Logo RSI de 2009 à 2011
Logo RSI depuis 2011

## Organisation

### Direction
Directeur général :
- Remigio Ratti : depuis le 1er janvier 2000

Directeur de la radio :
- Jacky Marti

Directeur de la télévision :
- Dino Balestra

### Siège
Le siège administratif de la RTSI et les studios de la RSI sont situés Via Canevascini à Lugano-Besso. Les studios de la TSI sont situés à Comano à 5 km au nord de Lugano.

### Capital
La RSI est une unité d'entreprise à 100 % du groupe audiovisuel public suisse SRG SSR dont le siège est à Berne. Les ressources du groupe proviennent de la redevance et de la publicité.

## Activités

### Radio

#### Les stations

RSI Rete Uno : programme généraliste.
RSI Rete Due : programme culturel.
RSI Rete Tre : programme jeune.

RSI Rete 1 est diffusée sur tout le territoire helvétique. RSI Rete 2 et RSI Rete 3 sont seulement diffusés dans le canton du Tessin et le sud des Grisons.

### Télévision

#### Les chaînes

RSI La 1.
RSI La 2.

RSI La 1 est diffusée sur tout le territoire helvétique. RSI La 2 est seulement diffusée dans le canton du Tessin et le sud des Grisons.

#### Production
Le centre de production de la RSI est composé d'un grand studio d'enregistrement, d'un studio plus petit et de trois petits studios destinés à la réalisation des émissions d'information (journaux télévisés, magazines et sport) avec utilisation de studios virtuels. Le studio de taille moyenne (Studio 2) est actuellement en restructuration pour être partiellement équipé de dispositifs techniques HDTV.
Les unités mobiles de la RSI sont au nombre de trois au total, dont une complètement équipée en HDTV pour une utilisation à partir d'avril 2007.
La RSI dispose de treize équipements d'enregistrement pour les documentaires et les reportages (ENG) dont un de qualité haute définition (HDTV).